# Eduard Albert Bielz
Eduard Albert Bielz vagy magyar szakirodalomban használt nevén Bielz Ede Albert (Nagyszeben, 1827. február 4. – Nagyszeben 1898. május 26. ) erdélyi szász természettudós, történész, statisztikus, a Magyar Tudományos Akadémia levelező tagja. Zoológiai szakmunkákban nevének rövidítése: „Bielz”.

## Élete
Apja, Michael Bielz az első kőnyomó-intézet alapítója és tulajdonosa természetbúvár volt. A gimnáziumot szülővárosában 1846-ban, a jogot ugyanott az akadémián 1848-ban végezte el. Elsőnek a kamarai erdészeti igazgatóságnál vállalt hivatalt. Az 1848–49-es forradalom és szabadságharc alatt az osztrák oldalon lévő császári és királyi Kuloz-gyalogezredben szolgált és mint hadnagy szerelt le a hadseregtől. 1850-ben fogalmazó lett a kerületi törvényszéknél Déván, majd kerületi albiztos Dobrán. 1851-ben fogalmazó a császári és királyi pénzügyigazgatóságnál, 1867-ben kerületi biztos Nagyszebenben és 1867-ben Marosvásárhelyen végül pénzügyi titkárrá nevezték ki megint Nagyszebenbe.
Részt vett az Erdély és Románia határát szabályozó bizottmány tevékenységében. 1869. októberben Budapestre hívták meg az ottani országos népszámlálási munkálatokhoz. A Földművelődésügyi, Ipari és Kereskedelemügyi Minisztériumnál az Országos Magyar Királyi Statisztikai Hivatal alkalmazásában, mint miniszteri titkár működött. 1873. május 21-én a Magyar Tudományos Akadémia levelező tagjává választották. 1873-ban a magyar Vallás és Közoktatásügyi Minisztérium királyi tanfelügyelővé nevezték ki Nagyszebenbe és 1876-tól pedig Szeben-vármegyére is kiterjesztették a hatáskörét. Szeme világának elvesztése után 1878-ban kényszernyugdíjazták.

## Munkássága
Tanulmányokat jelentetett meg Erdély csiga-, kagyló-, hal-, gerinces- és bogárfaunájáról. Elsősorban a szászok körében, rendkívüli alapossággal kutatta fel az Erdélyben feljegyzett természet-megfigyeléseket és természeti jelenségek a földrengések, a légköri, az időjárási és a csillagászati események feljegyzéseit. Ez az adatgyűjteménye máig is alapvető forrása a régi korok természeti jelenségeire és elemi csapásaira vonatkozó adattáraknak és feldolgozásoknak. Statisztikusként nevezetes az 1857-es országismereti kézikönyve, melyben a szabadságharc halálos áldozatainak számbavételével foglalkozott.

## Gyűjteménye
1953-ban Julius Bielz a Brukenthal Múzeum igazgatója Eduard Albert Bielz gyűjteményét a Nagyszebeni Természettudományi Múzeumnak adományozta. Ez a gyűjtemény a világon egyedülálló és tartalmazza többek között a róla elnevezett bielzitet, mely egy fosszilis gyantaféle.

### Természetrajzi cikkei
A következő lapokban és folyóiratokban jelentek meg:
- Transylvania (1846. 96. sz.) Verhandl. u. Mittheil. des siebenb. Vereines für Naturw. zu Hermannstadt (1850–82, 1886–1887, 1889), Österreichische Revue (1864–1865), Erdélyi Múzeum-Egyesület Évkönyvei (1868–71), Természet (1872. 5. sz.), Archiv des Vereins für siebenbürgische Landeskunde (1874), Jahrbuch des siebenb. Karpathen-Vereins (1881–84, 1888).

## Művei
- Beiträge zur Kenntniss der Land- und Süsswasser-Mollusken Siebenbürgens (Nagy-Szeben), 1851. (2. bőv. kiadás Fauna der Land- und Süsswasser-Mollusken Siebenbürgens czímmel. Uo. 1867)
- Uebersichtskarte des Grossfürstenthums Siebenbürgen. Uo. 1852
- Uebersicht der lebenden Fische Siebenbürgens. Uo. 1853
- Karte der geognostischen Verhältnisse des Grossfürstenthums Siebenbürgen. Uo. 1854
- Karte des Grossfürstenthums Siebenbürgen mit der neuen politisch-gerichtlichen Eintheilung. Uo. 1854
- Karte der Verbreitung der Salzquellen und des Steinsalzes in Siebenbürgen auf geognostischen Verhältnissen des Landes. Uo. 1854
- Kurzgefasste Erdbeschreibung von Siebenbürgen. Uo. 1856 (2. kiadás. Uo. 1857)
- Fauna der Wirbelthiere Siebenbürgens. Uo. 1856 (Különnyom. a Verhandl. u. Mittheil-ból, 2. kiadás. Uo. 1867)
- Handbuch der Landeskunde Siebenbürgens. Uo. 1857
- Beitrag zur Geschichte und Statistik des Steuerwesens in Siebenbürgen. Uo. 1861
- Beitrag zur Geschichte merkwürdiger Naturbegebenheiten in Siebenbürgen. Uo. 1862 (Különnyomat a Verhandl. u. Mitth.-ból)
- Die Dakischen Tetradrachmen Siebenbürgens. Uo. 1874 (Különny. Az Archivból)
- J. Michealis. Erdbeschreibung und Geschichte von Ungarn, neu bearbeitet. I. Theil. 1880. II. Theil (Geschichte v. Ungarn) 3. Aufl. 1888. Uo.
- Reisehandbuch für Siebenbürgen, Uo. 1881 (2. bőv. kiadás Siebenbürgen, ein Handbuch für Reisende czímmel. Wien, 1885)
- Siebenbürgens Käferfauna nach ihrer Erforschung bis zum Schlusse des Jahres 1886 übersichtlich dargestellt. Hermannstadt. 1887 (Különny. a Verhandl. u. Mitth.-ból)
- Die Gesteine Siebenbürgens. Uo. 1889 (Különnyomat a Verhandl. u. Mitth.-ból)